# Demetri d'Apamea
Demetri (en grec antic: Δημήτριος, Demetrius) fou un metge de l'antiga Grècia, seguidor d'Heròfil de Calcedònia i nascut a Apamea de Bitínia; per tant, va viure probablement a la segona meitat del segle iii aC i la primera meitat del segle ii aC.
L'esmenta Celi Aurelià, que va conservar els títols d'algunes de les seves obres i alguns extractes dels seus escrits. També el menciona diverses vegades Sorà. Heraclides de Tarant parla d'un metge de la mateixa època que probablement és la mateixa persona.